# Shavar Thomas
Shavar Thomas (ur. 29 stycznia 1981 w Hannah Town) – jamajski piłkarz występujący na pozycji obrońcy.

## Kariera klubowa
Thomas urodził się na Jamajce, ale jako dziecko emigrował do Stanów Zjednoczonych. W 1997 roku rozpoczął tam karierę piłkarską w klubie z Hotchkiss Bearcats z uczelni Hotchkiss School. W 1999 roku wrócił na Jamajkę, gdzie przez 2 lata grał w Portmore United. W 2001 roku ponownie wyjechał do Stanów Zjednoczonych, gdzie został studentem uczelni University of Connecticut i rozpoczął grę w tamtejszej drużynie piłkarskiej Connecticut Huskies.
W 2003 roku poprzez MLS SuperDraft trafił do Dallas Burn z MLS. W tych rozgrywkach zadebiutował 28 czerwca 2003 roku w przegranym 0:3 pojedynku z Los Angeles Galaxy. 16 lipca 2003 roku w wygranym 2:1 spotkaniu z New England Revolution strzelił pierwszego gola w MLS. W Dallas spędził rok.
W 2004 roku Thomas odszedł do Kansas City Wizards w zamian za Erica Quilla i Careya Talleya. Pierwszy ligowy mecz zaliczył tam 3 kwietnia 2004 roku przeciwko Chicago Fire (0:0). W tym samym roku zajął z zespołem 2. miejsce w MLS Cup oraz w klasyfikacji MLS Supporters'Shield. W Kansas występował przez 3 sezony.
W 2007 roku podpisał kontrakt z CD Chivas USA. W jego barwach zadebiutował 12 maja 2007 roku w zremisowanym 1:1 pojedynku z Columbus Crew. W 2007 roku z klubem zajął również 2. miejsce w klasyfikacji MLS Supporters' Shield. W Chivas grał także przez 3 sezony.
W listopadzie 2009 roku poprzez MLS Expansion Draft trafił do ekipy Philadelphia Union. W jej barwach rozegrał 1 spotkanie, a w czerwcu 2010 roku w zamian za pieniądze i 2 wybory w MLS SuperDraft ponownie został graczem Kansas City Wizards. W listopadzie 2010 roku klub ten zmienił nazwę na Sporting Kansas City. W 2012 roku grał w klubie Montreal Impact, a w 2013 roku w Fort Lauderdale Strikers.

## Kariera reprezentacyjna
W reprezentacji Jamajki Thomas zadebiutował w 2000 roku. W 2009 roku został powołany do kadry na Złoty Puchar CONCACAF. Zagrał na nim w pojedynku z Salwadorem (1:0), a Jamajka odpadła z turnieju po fazie grupowej.